# 羅茲多利涅 (諾索夫卡區)
51°4′24″N 31°24′45″E / 51.07333°N 31.41250°E
羅茲多利涅（烏克蘭語：Роздольне），是烏克蘭北部的村莊，隸屬切爾尼希夫州的尼任區。該村始建於1650年，面積0.1平方公里，海拔高度115米，2001年人口221，人口密度每平方公里2,210人。